# Duino
Duino (Sloveens: Devin, Duits: Tybein) is een plaats (frazione) in de Italiaanse gemeente Duino-Aurisina, provincie Triëst. Het is een badplaats aan de Golf van Panzano, onderdeel van de Golf van Triëst. De plaats, schilderachtig gelegen op de steile Karstrotsen van de Golf van Triëst, staat bekend om het Kasteel Duino, vereeuwigd door de dichter Rainer Maria Rilke in zijn Duineser Elegien.

## Naam
Duino werd in historische bronnen vermeld als Duino in 1139, Dewin in de 13e eeuw, en Tybein rond 1370, naast verschillende andere vormen van de naam. Equivalenten van de Sloveense naam komen voor in verschillende Slavische talen (cf. Slowaaks Devín, Pools Dziewin, etc., allemaal uiteindelijk afgeleid van Slavisch *děva ‘meisje’). Een andere mogelijkheid is echter dat de naam van deze nederzetting is afgeleid van Romaanse tubīnum (van het Latijn tubus ‘(water)pijp’).

## Geschiedenis

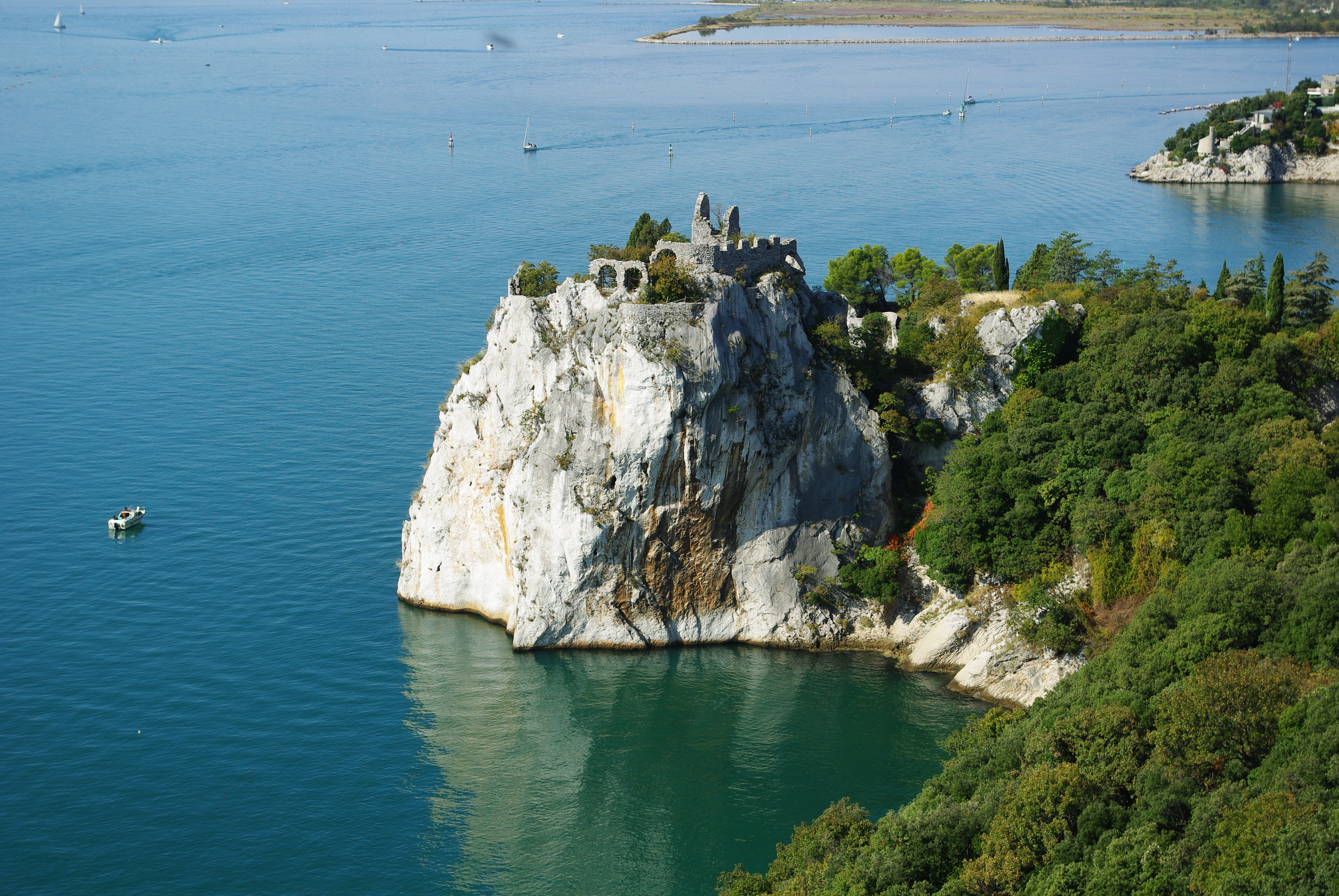
De ruïne van het oude kasteel van Duino

De heren van Duino, vazallen van de patriarchen van Aquileia, werden voor het eerst genoemd rond 1150. Vanuit hun voorouderlijke zetel, gelegen op een rots hoog boven de Adriatische Zee, controleerden ze de handelsroutes die van de stad Monfalcone langs de kust naar het Istrische schiereiland liepen. Als ministeriales van de graven van Gorizia en ook van hun opvolgers, de Habsburgse aartshertogen van Binnen-Oostenrijk, verzekerden ze hun positie in de regio Friuli.
Hun oude kasteel is vandaag de dag een ruïne, terwijl het nieuwere kasteel van Duino, dat dateert uit 1389, tot op de dag van vandaag bewoond is en bezocht kan worden door toeristen. Onder de ruïnes van het oude kasteel ligt een witte rots die uitsteekt in de zee, de Dama Bianca, die lijkt op een gesluierde vrouw en de oorsprong is van vele gotische legendes. Het landgoed was vanaf de 16e eeuw in handen van de afstammelingen van de adellijke familie Della Torre (Thurn) en werd in 1893 geërfd door Marie von Thurn und Taxis (1855-1934). Als beschermvrouwe van de kunsten en socialiste bood ze Rainer Maria Rilke van 1911 tot 1912 onderdak op het kasteel van Duino en hij droeg zijn Duineser Elegien aan haar op. Tegen het einde van de 19e eeuw was Duino met zijn prachtige uitzichten en mediterrane klimaat uitgegroeid tot een modieuze badplaats aan de Oostenrijkse Rivièra. Opmerkelijke gasten waren keizer Frans Jozef I van Oostenrijk en keizerin Elisabeth, aartshertog Maximiliaan I, zijn gemalin Charlotte van België en aartshertog Frans Ferdinand, evenals Eleonora Duse, Franz Liszt, Gabriele D'Annunzio, Paul Valéry, Mark Twain en Victor Hugo.
Na de Eerste Wereldoorlog en de ontbinding van het Oostenrijks-Hongaarse Rijk werd Duino onderdeel van het Koninkrijk Italië. In 1928 werd het samengevoegd tot de gemeente Duino-Aurisina.
Tot de jaren 1950 was Duino een overwegend Sloveenssprekend dorp met een aanzienlijke Italiaanssprekende minderheid. Volgens de laatste Oostenrijkse volkstelling van 1910 waren 63,5% van de inwoners van de stad Slovenen en 25,1% Italianen (de rest waren Duitssprekenden of buitenlanders). De Italiaanse volkstelling van 1921 bevestigde het Sloveense etnische karakter van de stad en toonde zelfs een toename van het aandeel van de Sloveenstalige bevolking tot 78,4% (voornamelijk als gevolg van de emigratie van Oostenrijkers en Duitsers die in de stad woonden). Tijdens de jaren van de Vrije zone Triëst (1947-1954) veranderde de etnische samenstelling echter aanzienlijk, omdat veel Istrische Italianen die Joegoslavië ontvluchtten zich in Duino vestigden.
Vandaag de dag is Duino een overwegend Italiaans sprekende stad, met een Sloveens sprekende minderheid. De meeste verkeersborden zijn in beide talen geschreven en de gemeente Duino-Aurisina is officieel tweetalig. Sinds 1982 is het dorp de thuisbasis van het United World College of the Adriatic, een internationale school die bezocht wordt door leerlingen uit meer dan 80 landen, en een van de 18 United World Colleges over de hele wereld.

## Overleden
- Ludwig Boltzmann (1844-1906), natuur- en wiskundige uit Oostenrijk-Hongarije